# Cône Opal
Le cône Opal, en anglais Opal Cone, est un petit cône volcanique du Canada situé sur le flanc Sud-Est du mont Garibaldi dans la chaîne Côtière, en Colombie-Britannique. Il a notamment produit une coulée dacitique particulièrement longue pour ce type de lave.

## Géographie
Le cône Opal fait partie de l'arc volcanique des Cascades mais est situé dans les chaînons Garibaldi dans la chaîne Côtière, et non dans la chaîne des Cascades. Géologiquement, il constitue une bouche latérale du mont Garibaldi,. Il se trouve sur le flanc Sud-Est de ce volcan, à 3,5 kilomètres de son sommet à vol d'oiseau, et culmine à 1 740 mètres d'altitude.
Il est la source d'une coulée de lave de dacite, la Ring Creek, d'un volume de 4,3 à 4,5 km3 avec une surface chaotique et deux levées latérales. Avec vingt kilomètres de longueur, cette coulée est inhabituellement longue pour ce type de lave. Elle a comblé une partie de la vallée glaciaire au sud de la montagne. Cette coulée de lave ne doit pas être confondue avec celle de Rubble Creek émise depuis le pic Clinker au nord-ouest du mont Garibaldi et qui a formé le lac Garibaldi en se comportant comme un barrage naturel.

## Histoire
La dernière éruption du cône Opal, qui est aussi celle du mont Garibaldi, remonte au IXe millénaire av. J.-C., De type explosive, elle a produit la coulée de lave de Ring creek.

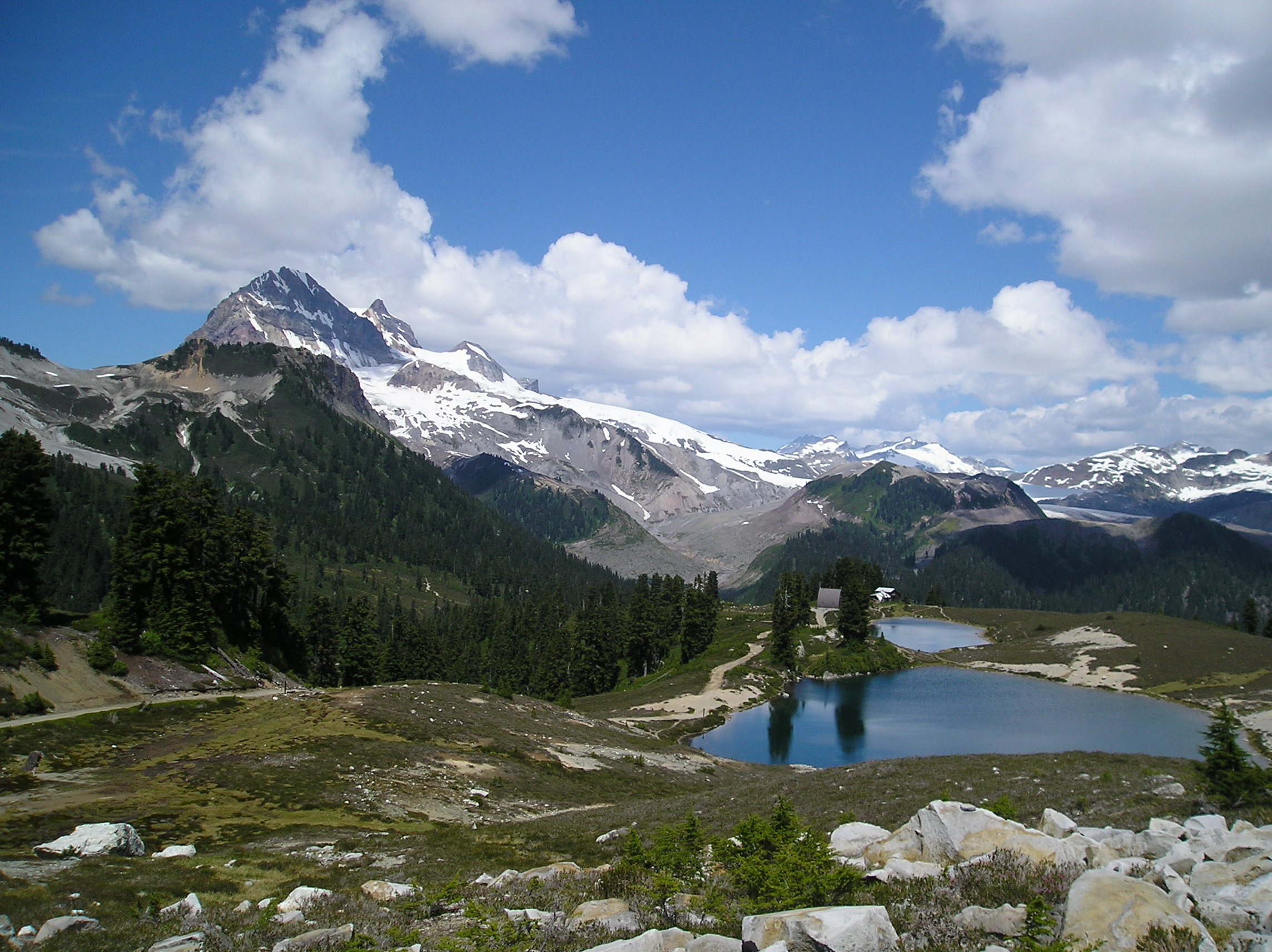
Vue des lacs Elfin avec le cône Opal (à droite) dominé par le mont Garibaldi (à gauche).